# Pierre Mercier (homme politique)
Pour les articles homonymes, voir Pierre Mercier et Mercier.
Pierre Mercier, né le 2 mars 1937 à Montmagny et mort le 13 novembre 2020 à Québec, est un homme politique québécois.